# Marjatta Leirisalo-Repo
Tuula Kaarin Marjatta Leirisalo-Repo, född 6 mars 1944 i Helsingfors, är en finländsk läkare.
Leirosalo-Repo, som blev medicine och kirurgie doktor 1978, är specialist i invärtes medicin och reumatologi. Hon var forskningsdirektör vid Reumastiftelsens sjukhus i Heinola 1987–2000 och blev professor i reumatologi vid Helsingfors universitet 2000 och överläkare vid reumatologiska kliniken vid Helsingfors universitetscentralsjukhus samma år. Hon har bedrivit forskning om epidemiologiska och terapeutiska aspekter på reaktiv artrit samt behandling och prognos vid reumatoid artrit.